# Duc de Saint-Cloud
Pour les articles homonymes, voir Saint-Cloud (homonymie).
Le titre de duc de Saint-Cloud, pair de France, a été créé en avril 1674 par Louis XIV au profit de François Harlay de Champvallon (1625-1695), archevêque de Paris, et de ses successeurs dans ce ministère.
Le titre de duc et pair était porté « ex officio », c'est-à-dire qu'il était attaché à l'épiscopat lui-même, tout comme l'étaient ceux des trois pairies ducales ecclésiastiques primitives (l'archevêque-duc de Reims, l'évêque-duc de Laon, et l'évêque-duc de Langres). Ainsi, ces pairies ducales, et celle de l'archevêque de Paris, ne furent pas sujettes à s'éteindre par déshérence, elles ont donc subsisté jusqu'en 1789. Le titre n'est plus revendiqué depuis, la révolution ayant aboli l'usage des titres de noblesse.

## Le duché

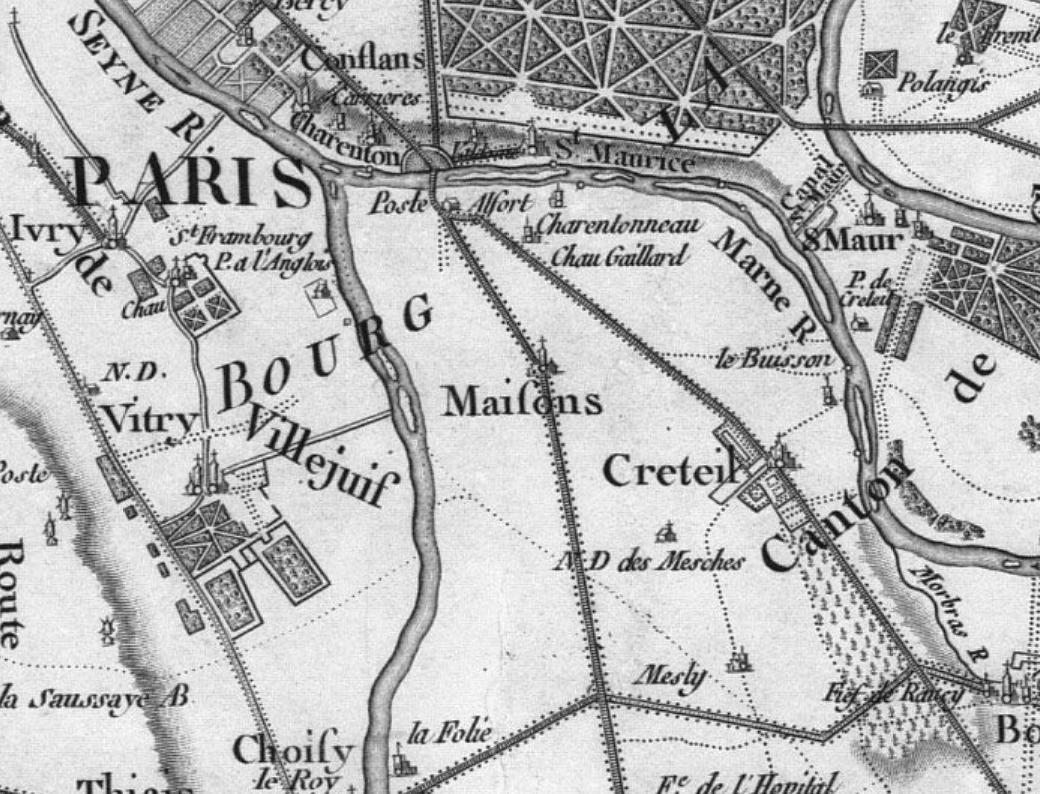
Créteil et Maisons-Alfort sur la carte de Cassini.

Le duché-pairie de Saint-Cloud est érigé à partir des terres et seigneuries de Saint-Cloud (auj. dans le département des Hauts-de-Seine), Maisons, Créteil, Ozoir-la-Ferrière et Armentières-en-Brie.

## Liste des ducs
| Période   | Nom                                                        | Portrait | Armoiries | Blasonnement |
| --------- | ---------------------------------------------------------- | -------- | --------- | --- |
| 1674-1695 | François Harlay de Champvallon (1625-1695)                 |          |           | Parti de trois traits et coupé d'un : au 1, de La Marck ; au 2, de Brézé ; au 3, de Croÿ ; au 4, de Bourbon ; au 5, de Sarrebruck ; au 6, d'Amboise ; au 7, écartelé de Bavière et du Palatinat ; au 8, de Poitiers-Valentinois. Sur le tout d'argent, de Harlay (de). |
| 1695-1729 | Louis Antoine de Noailles (1651-1729)                      |          |           | De gueules à une bande d'or. |
| 1729-1746 | Charles Gaspard Guillaume de Vintimille du Luc (1729-1746) |          |           | Écartelé : aux 1 et 4, de gueules, à l'aigle bicéphale éployée d'or (Lascaris) ; aux 2 et 3, de gueules, au chef d'or (Vintimille). |
| 1746-1746 | Jacques Bonne Gigault de Bellefonds (1698-1746)            |          |           | D'azur au chevron d'or accompagné de trois losanges d'argent. |
| 1746-1781 | Christophe de Beaumont du Repaire (1703-1781)              |          |           | De gueules à la fasce d'argent chargée de trois fleurs de lys d'azur. |
| 1782-1789 | Antoine-Éléonor-Léon Le Clerc de Juigné (1728-1811)        |          |           | D'argent, à la croix de gueules, bordée-engrêlée de sable et cantonnée de quatre aigles du même, becquées et armées du second. |